# Drapeau des chasseurs

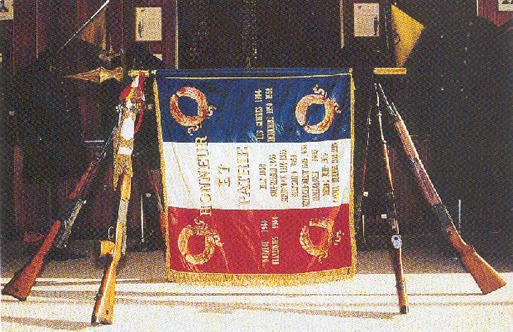
Le drapeau des chasseurs français.

Le drapeau des chasseurs, est, depuis sa création, au travers des incessants changements qu’il a connus dans le nombre et l’organisation de ses unités, le même pour tous les corps des chasseurs à pied en France, témoignage de leur unité et de leur cohésion. Celui-ci est à tour de rôle sous la garde d’un bataillon de chasseurs d’active.
Le premier drapeau fut remis au 2e bataillon de chasseurs à pied par le roi Louis-Philippe le 4 mai 1841 à Paris et c’est ainsi que fut créée la tradition.

## Décorations
À ses plis sont accrochés
- La  Médaille militaire : gagnée au Drapeau par le 1er Bataillon de Chasseurs à Pied qui s'empara au combat de Saint-Blaise (Vosges), le 15 août 1914, de l'emblème du 2e Bataillon du 99e Régiment d'Infanterie de Réserve. Le drapeau des chasseurs fut le premier à recevoir la Médaille Militaire. Elle est attachée sur sa cravate avant la Légion d'Honneur.
- La Croix de la Légion d'honneur[1],[2] conférée au drapeau à la suite de la prise de l'emblème d'un bataillon de grenadiers autrichiens du 60e régiment d'infanterie Prinz Gustav von Vasa, le 24 juin 1859, à la bataille de Solférino, par le 10e BCP. En 1902, le 26e BCP, qui avait la garde du Drapeau, fut officiellement autorisé à attacher à la cravate de l'Emblème des Chasseurs, au lieu d'une Croix de Chevalier, une Croix de Commandeur.
- La Croix de Guerre 1914-1918 avec palme, qui rappelle sur leur commun drapeau, l'engagement des bataillons d'active et de réserve de ceux que leurs ennemis appelaient pendant la Grande Guerre les schwarzen Teufel (les diables noirs). Appellation qui fut retranscrite en "diables bleus" par les chasseurs eux-mêmes, car leur tenue (à laquelle ils étaient très attachés) était bleu foncé.
- La Croix de guerre 1939-1945 avec palme, qui exprime la reconnaissance de la patrie aux chasseurs de la campagne 1939-1940, à ceux de la résistance, des combats de la libération et de la victoire de 1945 et symbolise les 262 citations obtenues par les bataillons pendant cette période.
- La croix de guerre des Théâtres d'opérations extérieurs avec palme : qui porte témoignage de la part prise par le 10e Bataillon Parachutiste de Chasseurs à pied aux combats du Tonkin (Indochine) de 1950 à 1952.
- La Médaille d'or de la ville de Milan reçue le 14 juillet 1909 à l'occasion du cinquantenaire de la Campagne d'Italie de 1859 pour l'ensemble des Bataillons qui ont combattu dans cette campagne, à savoir Bataillon de Chasseurs à Pied de la Garde, 5e, 6e, 8e, 10e, 11e, 15e, 17e, 18e et 19e. Le 10e s'illustre notamment à Solférino, quatrième inscription au Drapeau. Le Drapeau des Chasseurs, unique emblème pour l'ensemble des bataillons reçoit en effet la Croix de la Légion d'honneur conférée au drapeau à la suite de la prise de l'emblème d'un bataillon de grenadiers autrichiens du régiment d'infanterie Prinz Gustav von Vasa no 60 par le 10e BCP.

Lors de la campagne d'Italie, le Bataillon de Chasseurs à Pied de la Garde impériale avait son propre drapeau et celui-ci reçu aussi la Légion d'Honneur pour la prise du drapeau du 48e régiment d'infanterie Erzherzog Ernst par le Chasseur Monteiller de la 3e compagnie, à Solferino. Le Bataillon de la Garde disparut avec son drapeau dans la tourmente de 1870. Le bataillon fut recréé le 27 mai 1871 en tant que 24e BCP, sous l'unique drapeau des Chasseurs (BCA le 2 janvier 1889, GC le 27 juillet 1945, dissous en 1991).
- La Médaille italienne du mérite de guerre, qui marque la part éminente que prirent les Chasseurs dans les combats du front italien durant la Grande Guerre.
- La Croix de guerre norvégienne avec épée, qui témoigne de l'attitude au feu des Bataillons de Chasseurs alpins lors de l'expédition de Norvège en 1940.
- La Fourragère aux couleurs de la Légion d'Honneur, qui concrétise en un symbole d'unité, les centaines de palmes et d'étoiles qui ont été reçues par tous les Bataillons de Chasseurs à Pied pendant la Grande Guerre, en 1939-1945 et en Indochine et représentant les 15 fourragères aux couleurs de la Légion d’Honneur ; Les 24 fourragères aux couleurs de la Médaille Militaire ; les 41 fourragères aux couleurs de la Croix de Guerre, méritées par les Bataillons de Chasseurs.

Il porte, cousues en lettres d'or dans ses plis, les inscriptions suivantes, :

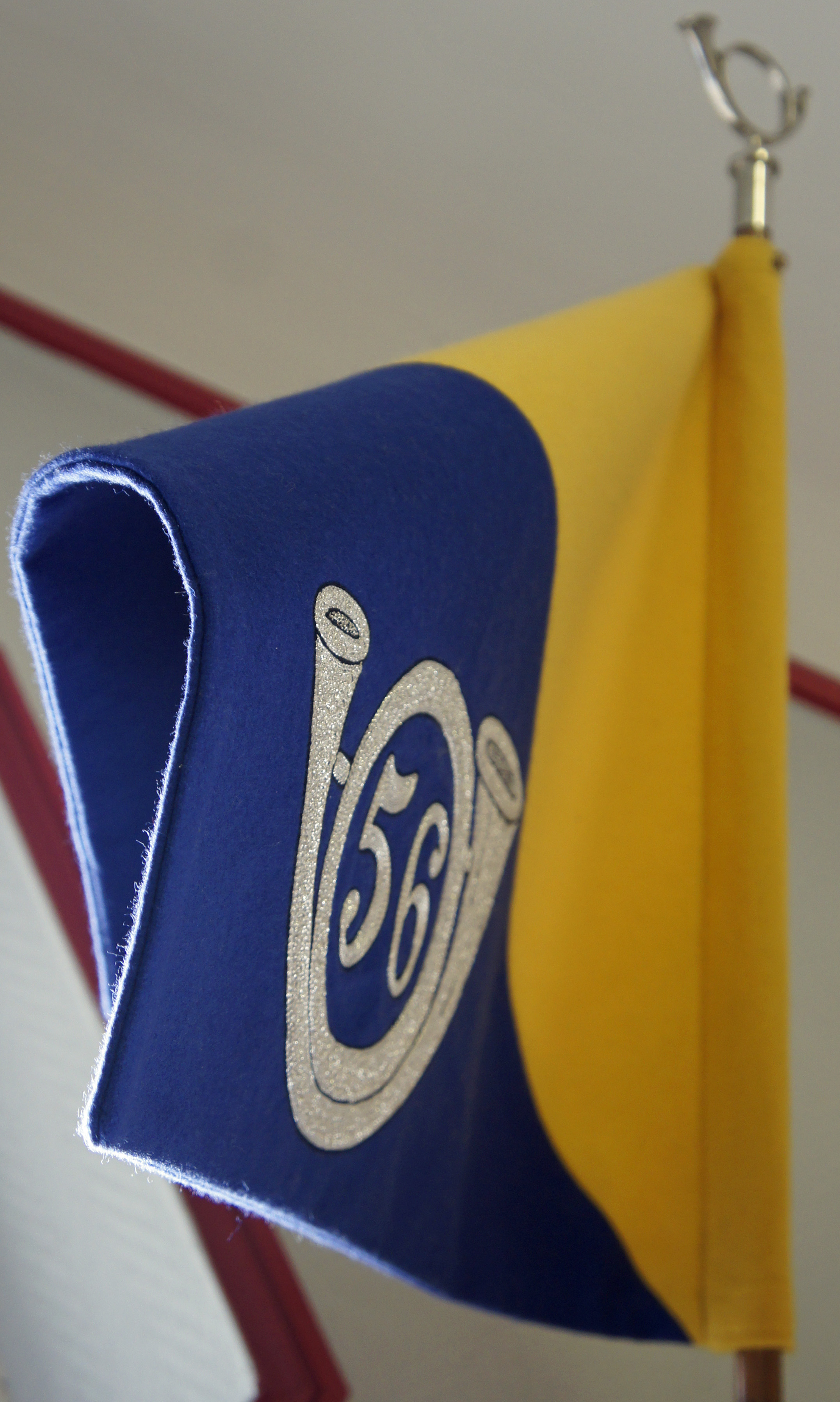
Fanion du 56e BCP lors de la Grande Guerre.

- ISLY 1844
- SIDI BRAHIM 1845
- SÉBASTOPOL 1854-1855
- SOLFERINO 1859
- EXTRÊME ORIENT 1885-1888
- MADAGASCAR 1895
- MAROC 1912-1914
- GRANDE GUERRE 1914-1918
- NORVÈGE 1940
- BLAREGNIES 1940
- LES GLIÈRES 1944
- INDOCHINE 1950-1952
- AFN 1952-1962

## Sources
1. ↑  En 1859, lors de la bataille de Magenta, Napoléon III décide que les régiments ayant pris un drapeau à l'ennemi pourront être décorés de la Légion d'honneur. Le 2e Zouaves est ainsi le premier à recevoir la légion d'Honneur le 4 juin 1859. Suivront ensuite les 51e, 57e, 76e et 99e de ligne, le 3e Zouaves, le 3e RTA, le 1er Chasseurs d'Afrique et le Drapeau des chasseurs
2. ↑  Pierre Montagnon, Histoire de l'armée française, éditions Pygmalion, 1997
3. ↑  Décision n°12350/SGA/DPMA/SHD/DAT du 14 septembre 2007 relative aux inscriptions de noms de batailles sur les drapeaux et étendards des corps de troupe de l'armée de terre, du service de santé des armées et du service des essences des armées, Bulletin officiel des armées, n°27, 9 novembre 2007
4. ↑  Arrêté relatif à l'attribution de l'inscription AFN 1952-1962 sur les drapeaux et étendards des formations des armées et services, du 19 novembre 2004 (A) NORDEF0452926A Michèle Alliot-Marie